# Maya Samo jezik
Maya Samo jezik (sjeveroistoični samo, sa, san; ISO 639-3: sym), nigersko-kongoanski jezik istočnomandejske uže skupine, kojim govori 38 000 ljudi (1999) u Burkini Faso u provinciji Sourou.
Jedan je od tri samo jezika, nazivan i sjeveroistočni samo. Ima više dijalekata: bounou, kiembara (sjdeveroistočni goe), bangassogo i gomboro. Postoji prijetnja od izumiranja jer ga potiskuju mòoré [mos] na istoku i francuski [fra] koji se uči u osnovnim i srednjim školama.

## Vanjske poveznice
- Ethnologue (14th)
- Ethnologue (15th)